# Pierre Le Lectier
Pierre Le Lectier (nacido en el siglo XVI, fallecido el 14 de septiembre de 1636 en "Saint-Pierre Empont") es de los primeros pomólogos de Francia.

## Biografía
Pierre Le Lectier fue fiscal del rey Luis XIII de Francia en Orleans. 
A partir de 1598, cultivó una colección de árboles frutales en viveros ubicados entre el Loira y el Loiret, el actual distrito de Saint-Marceau, que incluyen:
- 258 perales,
- 69 manzanos,
- 72 ciruelos,
- 27 melocotoneros,
- 12 cerezos,
- 10 higueras,
- 12 naranjos,
- 8 otros árboles frutales, haciendo un total de 468 variedades de árboles frutales.

Pierre Le Lectier, murió el 14 de septiembre de 1636, enterrado en la parroquia de "Saint-Pierre Empont".

## Obras
A partir de 1628, estuvo en el origen del primer catálogo de viveros: el «Catalogue des arbres cultivez dans le verger» (Catálogo de árboles cultivados en la huerta). Escrito en forma de listado, servía como método de intercambio de variedades de árboles frutales.
El catálogo de viveros actual no apareció hasta 1724, casi 100 años después del de Le Lectier.

## Reconocimientos
Se le dedicó una variedad de pera , bautizada “Le Lectier” .